# 沙勒泽勒
沙勒泽勒（法語：Chalezeule，法語發音：[ʃalzœl]），法国东部市镇，位于勃艮第-弗朗什-孔泰大区杜省，隶属于贝桑松区，其市镇面积为3.94平方公里，2022年1月1日时人口数量为1,326人，在法国城市中排名第7,865位。
沙勒泽勒位于杜省中西部，杜河右岸，省会贝桑松市区东北部，是贝桑松的一个卫星城，其境内建有莱马尔尼耶尔商业中心，贝桑松有轨电车1号线的东侧终点位于此地。

## 地名来源
沙勒泽勒最初于公元7世纪时以“Calisola”的形式被记载，后者可能意为“石灰”，其出处尚有待考证。

## 历史
沙勒泽勒最初于公元7世纪时被记载，彼时当地为蒙福孔领主的一处领地。16世纪时，沙勒泽勒境内出现了一处瓦窑厂。法国大革命后，沙勒泽勒成为杜省的一个市镇。工业革命期间，途径沙勒泽勒的多勒－贝尔福铁路建成通车。普法战争结束后，为防御贝桑松，沙勒泽勒境内兴建了伯努瓦堡垒。二战后，随着贝桑松的城市扩建，沙勒泽勒西北部的莱马尔尼耶尔街区被规划为城市外围商业中心。连接沙勒泽勒和贝桑松的有轨电车2号线于2014年建成通车。

## 地理

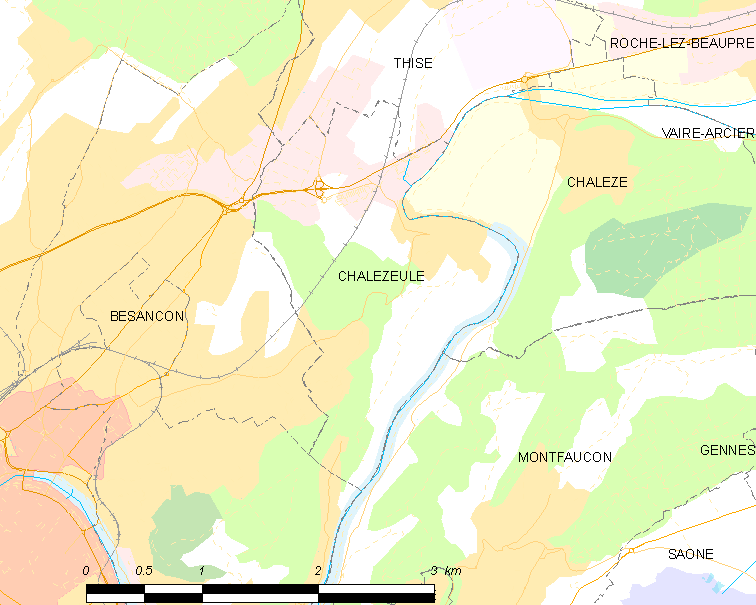
沙勒泽勒市镇范围地图

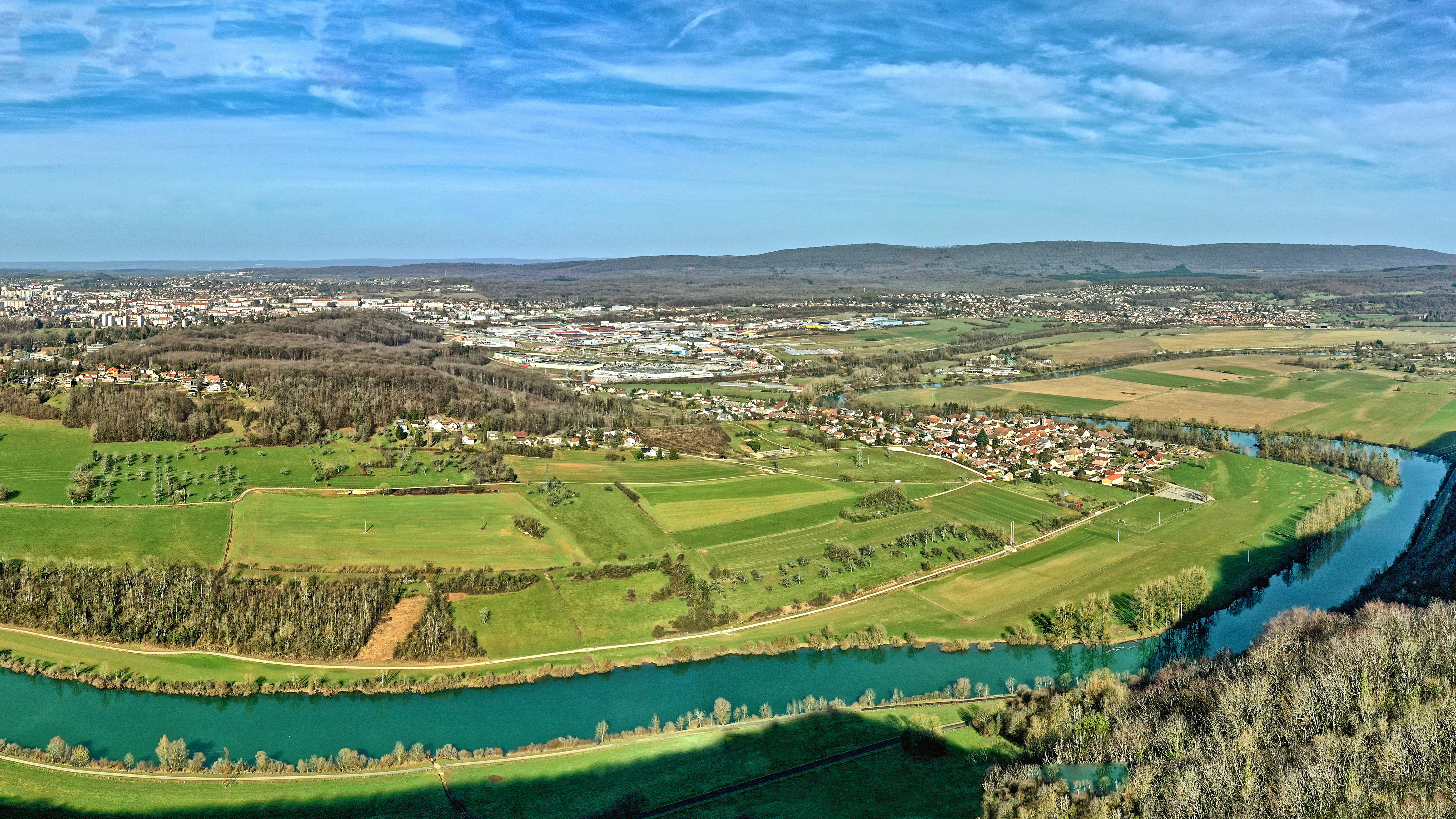
航拍沙勒泽勒全景

沙勒泽勒位于法国东部，勃艮第-弗朗什-孔泰大区东部和杜省中西部，距离省会贝桑松大约5公里。与沙勒泽勒接壤的市镇包括：蒙福孔、蒂斯。

### 地形
沙勒泽勒位于杜河右岸的一处冲积平原地带，境内以平原和浅丘为主，市镇中心地势较为平坦，西侧略有起伏，全境海拔在240到400米之间。

### 水文
沙勒泽勒位于罗讷河流域范围内，杜河干流自北向西南蜿蜒流经市镇东界。

### 植被
沙勒泽勒属于温带阔叶混交林区，市区西部为沙勒泽勒森林（Forêt de Chalezeule）。
在鲜花城市的评比中，沙勒泽勒被评为2星级鲜花城市。

### 气候
沙勒泽勒在柯本气候分类法中属于带有大陆性特征的温带海洋性气候。

## 行政区划
沙勒泽勒的市镇编号为25112，邮政编号为25220。
在行政管理方面，沙勒泽勒隶属于法国勃艮第-弗朗什-孔泰大区杜省贝桑松区；在地方选举方面，沙勒泽勒隶属于贝桑松第四县，其市镇范围全境被划入杜省第二选区；在社会管理方面，沙勒泽勒是大贝桑松城市公共社区的组成部分。
截至2023年3月，沙勒泽勒暂无城市敏感街区及城市政策优先街区。
法国国家统计与经济研究所（简称）在进行数据统计时，将沙勒泽勒及相邻的另外12个市镇设为贝桑松城市核心区<ref，并将包括核心区在内的周边共249个市镇划为贝桑松城市区。自2020年起，贝桑松城市区被包含310个市镇的贝桑松城市辐射区代替。此外，还将沙勒泽勒市镇整体看作一个“块区”（IRIS），以便于统计人口分布情况。

## 交通

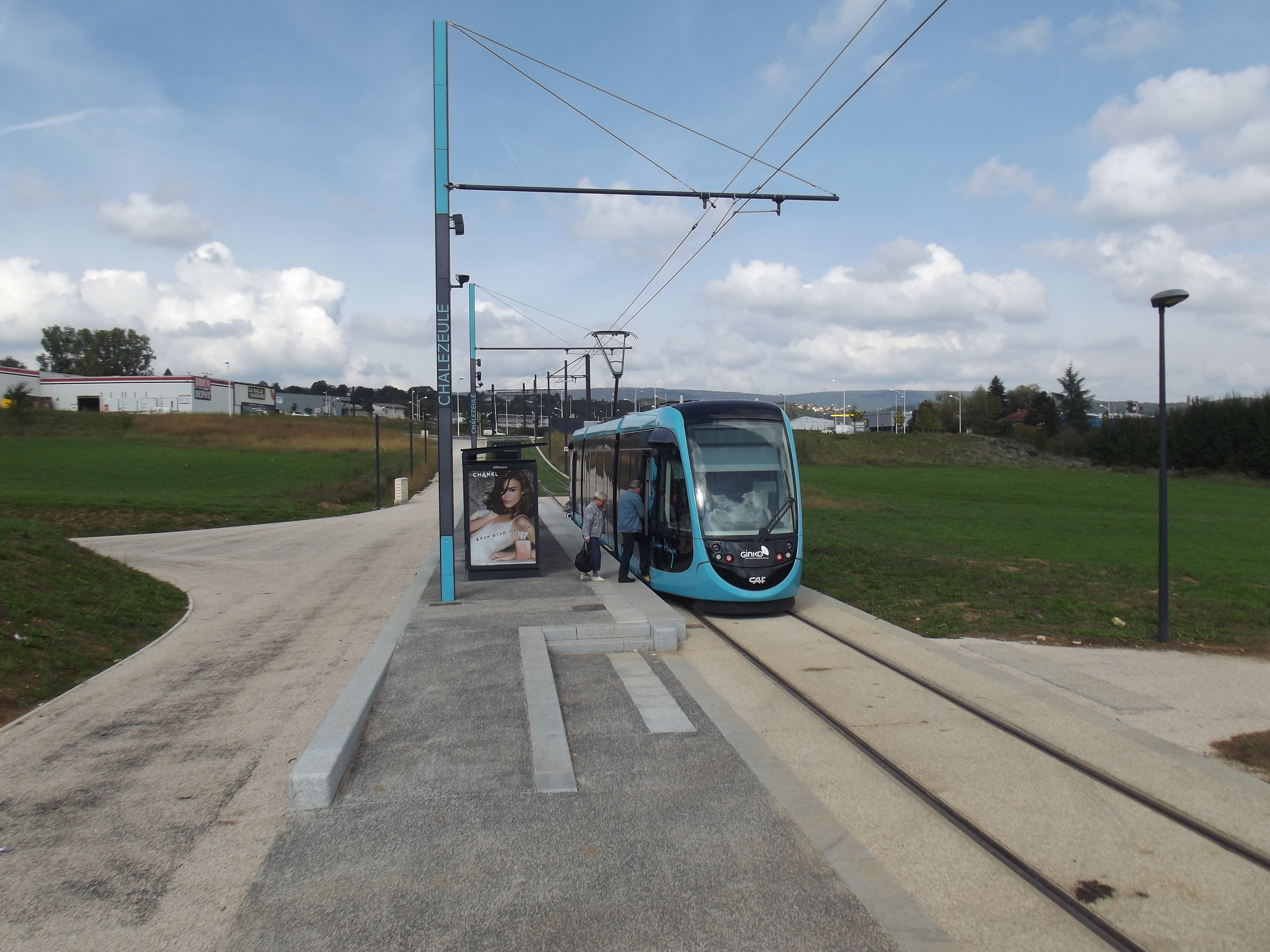
贝桑松有轨电车1号线东端的“沙勒泽勒站”

### 公路
杜省省道D218线和D683线在沙勒泽勒境内交汇。
2019年，82.4%的沙勒泽勒家庭拥有至少一辆私人汽车。2019年，沙勒泽勒境内共发生各类交通事故4起，造成6人受伤，其中2人重伤。
| 4 | 9 |

| 贝桑松 | 8 |

| 蒙贝利亚尔 | 75 |

| 杜河畔利勒 | 52 |

### 铁路
多勒－贝尔福铁路经过沙勒泽勒境内但未设站。
沙勒泽勒距离贝桑松维奥特站大约7公里。该站是一个区域性的铁路枢纽，停靠前往巴黎的高速列车和前往里昂、贝尔福、第戎、拉绍德封及贝桑松TGV站方向的区域列车。

### 航空
距离沙勒泽勒最近的民用航空站为多勒机场，距离沙勒泽勒市中心的公路里程约60公里。

### 城市公共交通
沙勒泽勒是贝桑松城市公共交通（商业名称为）的服务范围，后者是贝桑松城市公共社区的城市公共交通系统。截至2023年3月，该系统共包括两条有轨电车线路和数十条公交线路，其中有轨电车1号线和公交73路、74路、75路、76路经过沙勒泽勒市区。

## 政治

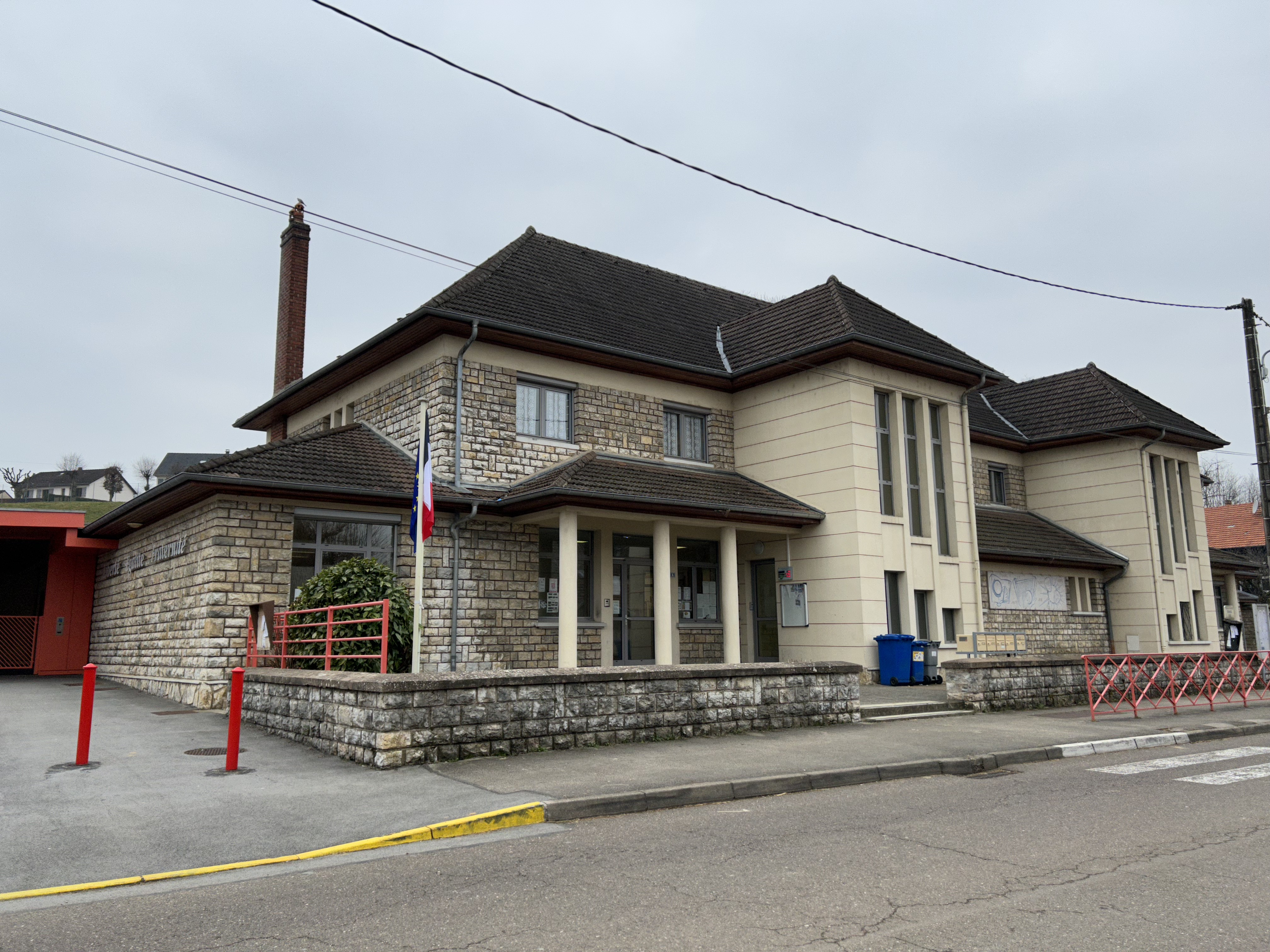
沙勒泽勒市政厅

沙勒泽勒的现任市长为克里斯蒂安·马尼安-费索先生（Christian MAGNIN-FEYSOT），他是一名右翼无党派人士的一名成员，在2020年的市政选举中获得了60.79%的支持率。
在2022年的法国总统大选中，法国第25任总统埃马纽埃尔·马克龙在沙勒泽勒获得了64.33%的支持率。

## 人口
2019年，沙勒泽勒市镇人口数量为1,312，在法国排名第7,865位。其中男性687人，女性625人，75岁及以上人口占5.6%，外籍人口数量为45人，人口密度为333人/平方公里，当地居民被称为（男性）或（女性）。2020年，沙勒泽勒境内出生16人，死亡人口7人。
| 沙勒泽勒1901年－2020年人口变化情况 |
|                                    |
| 数据来源：Cassini、INSEE           |

## 经济
沙勒泽勒是贝桑松近郊的一个卫星城。截止2023年3月，沙勒泽勒市镇范围内共有各类用人单位（包含自雇）271家，平均历史为15年，其中99.33%为中小型企业（PME），2023年1月至3月间，当地的经济活力指数为0。（暖通设备安装）、（工程设计）及（小型汽车维修）是当地2021年营业额最高的三个企业，分别为3,747,574欧元、1,842,233欧元和765,282欧元。

## 财政与居民收入
2021年，沙勒泽勒的财政收入总额为1,081,590欧元，财政支出总额为1,001,650欧元，当年的债务总额为659,550欧元。2021年，沙勒泽勒市镇通过增值税获得24,400欧元的收入，此外当地还共获得了4,950欧元的国家直接财政补助。
2020年，沙勒泽勒的人均月收入总额为2,374欧元，高于法国平均水平（2,303欧元）。
2019年，沙勒泽勒境内的青壮年（15至64岁）失业率为10.9%；当地55.4%的家庭拥有纳税资格，平均纳税3,106欧元，低于法国平均水平（3,910欧元）。

## 社会事务

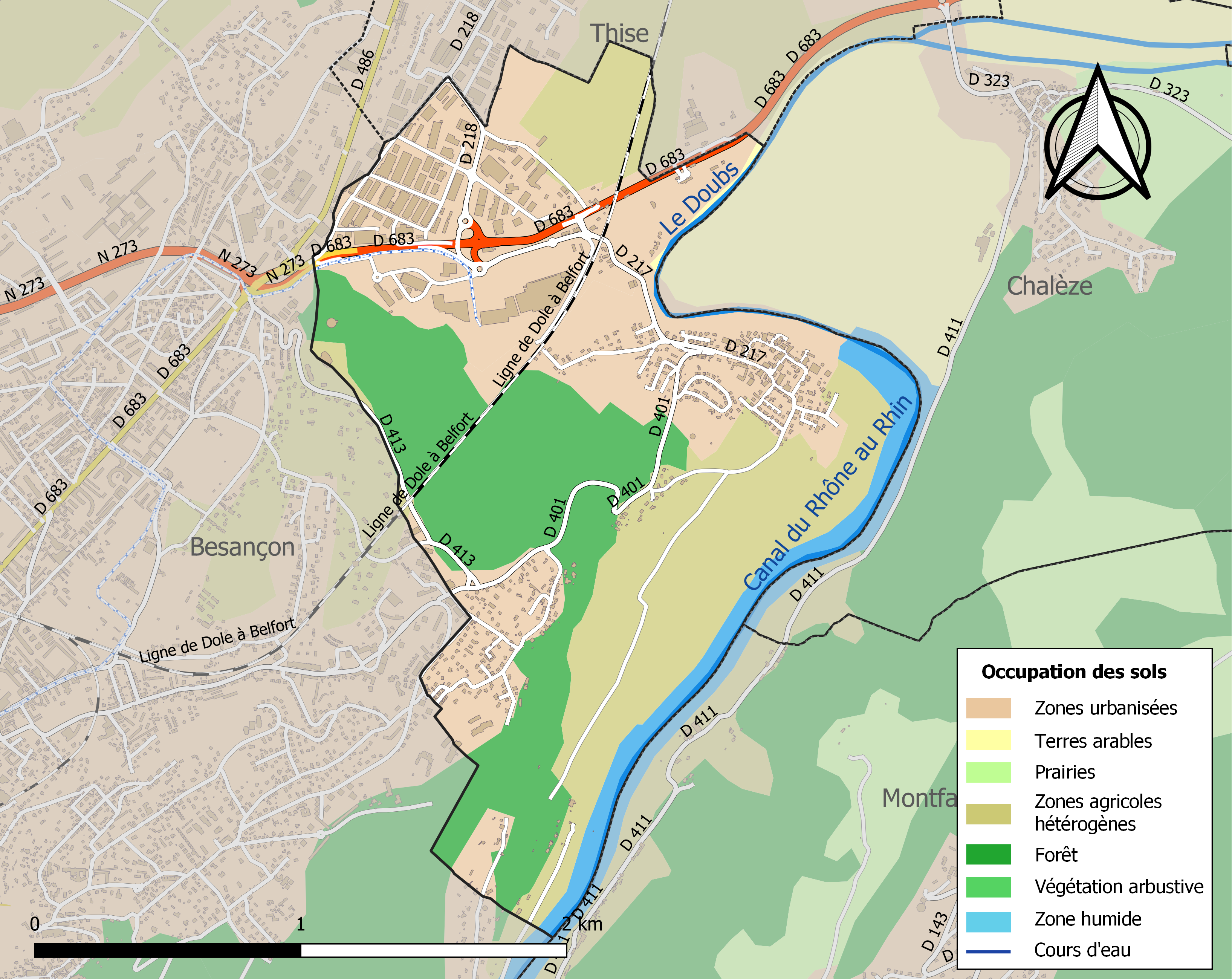
沙勒泽勒土地利用情况地图

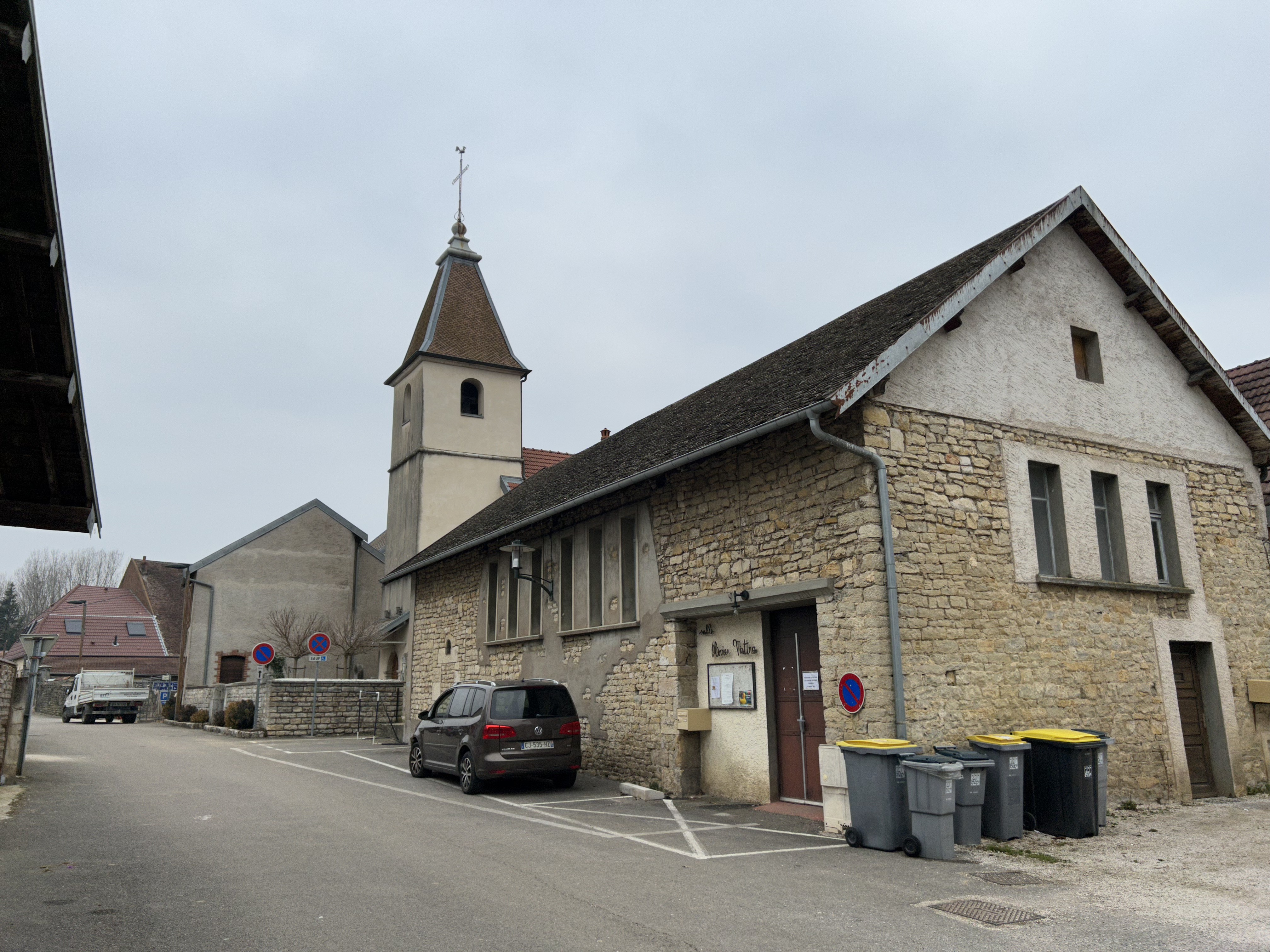
沙勒泽勒老城的屈尔街

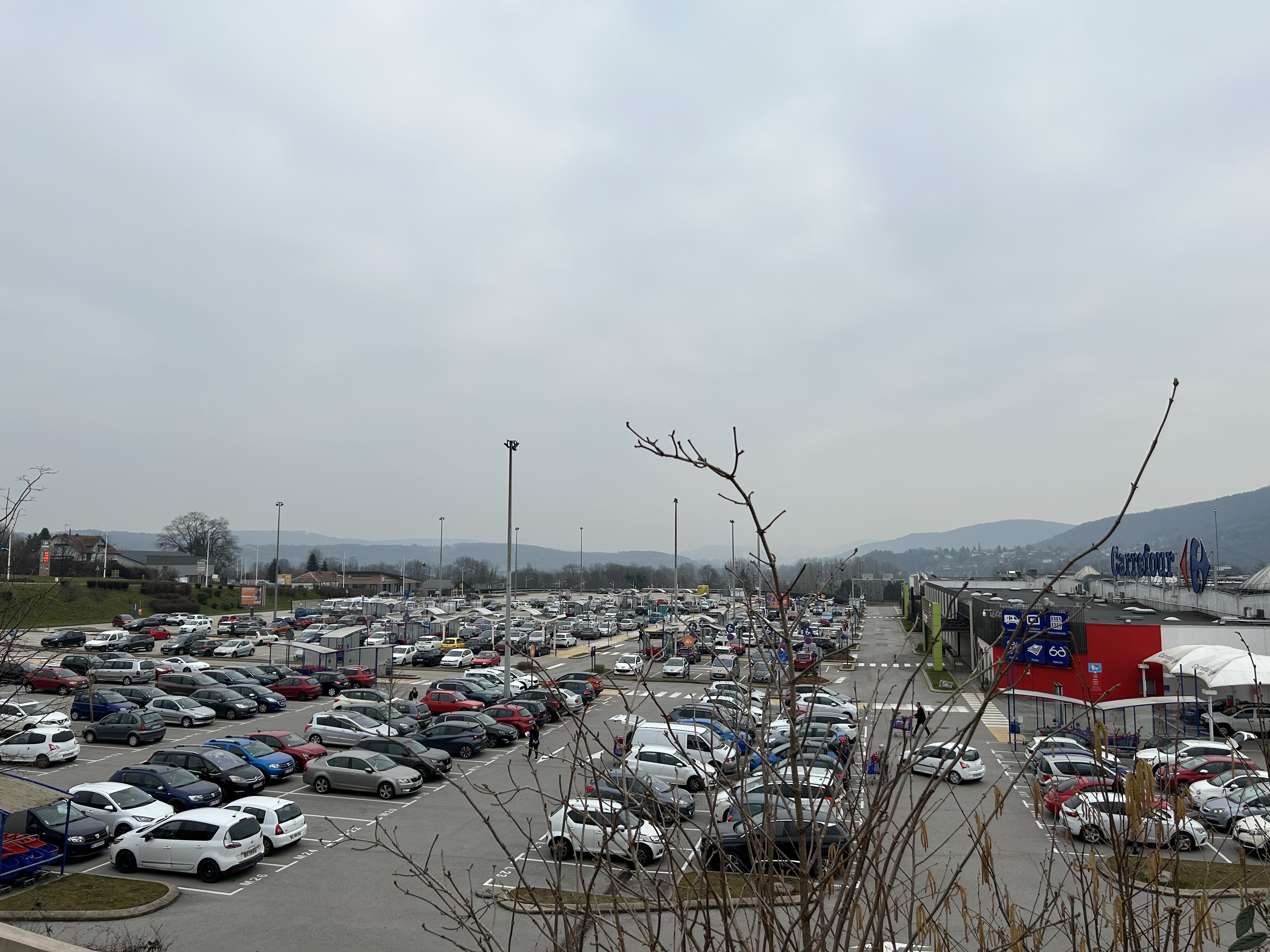
沙勒泽勒商业中心停车场

### 教育
沙勒泽勒属于贝桑松学区。截止2021年1月1日，沙勒泽勒境内共有1所小学。

### 医疗
截止2021年1月1日，沙勒泽勒境内共有全科医生3名和保健师1名。
距离沙勒泽勒最近的区域性医疗机构为贝桑松大学区域中心医院，后者是法国的一个大学教学医院，其主病区位于贝桑松市区西部，距离沙勒泽勒市区的正常车程在20分钟以内，该院设有床位1,253个，是当地规模最大的公立综合性医院。

### 住房
2019年，沙勒泽勒境内共有各类住房654套，其中59.3%为独立式居民区，39.6%为集中式居民区。常住房屋占沙勒泽勒市镇范围内居民建筑总量的88.4%。
在住房保障政策方面，2021年，沙勒泽勒境内共有109户家庭获得了住房经济补助，受益人数占总人口数量的8.3%，其中100份为房租补助。

### 商业
2021年，沙勒泽勒境内共有各类实体商铺63家，其中餐厅11家、大型超市5家、杂货店1家、面包房5家、书店1家、美容美发店1家、汽车维修店13家。市区西部的莱马尔尼耶尔是贝桑松东郊的一处大型开放式商业街区，其核心区域为家乐福购物超市，四周则有Intersport、Brico Dépôt、Chaussea等商场。

### 体育
2021年，沙勒泽勒境内共有2家游泳池、1处网球场、1处马术场、3处足球或橄榄球场、1处篮球或排球场。
截至2023年3月，沙勒泽勒境内暂无注册足球俱乐部。蒂斯-沙勒泽勒足球俱乐部（Thise Chalezeule Football Club，编号542783）的注册地址位于蒂斯，该队成立于1993年，其主队2022至2023赛季参加杜省足球联赛乙组（法国第十级别），其主场为蒂斯市政球场（Stade Municipal de Thise）。

### 环境
沙勒泽勒的环境事务由其所属的大贝桑松城市公共社区联合各级政府协调负责。2021年，沙勒泽勒境内暂无污染企业。

### 治安
沙勒泽勒及其附近的共255个市镇是贝桑松国家宪兵队（zone gendarmerie de Besançon）的管辖范围。2020年，该宪兵队累计记录各类案件3,249起，其中盗窃类案件1,623起，经济类案件531起，毒品交易类案件157起。

## 文化

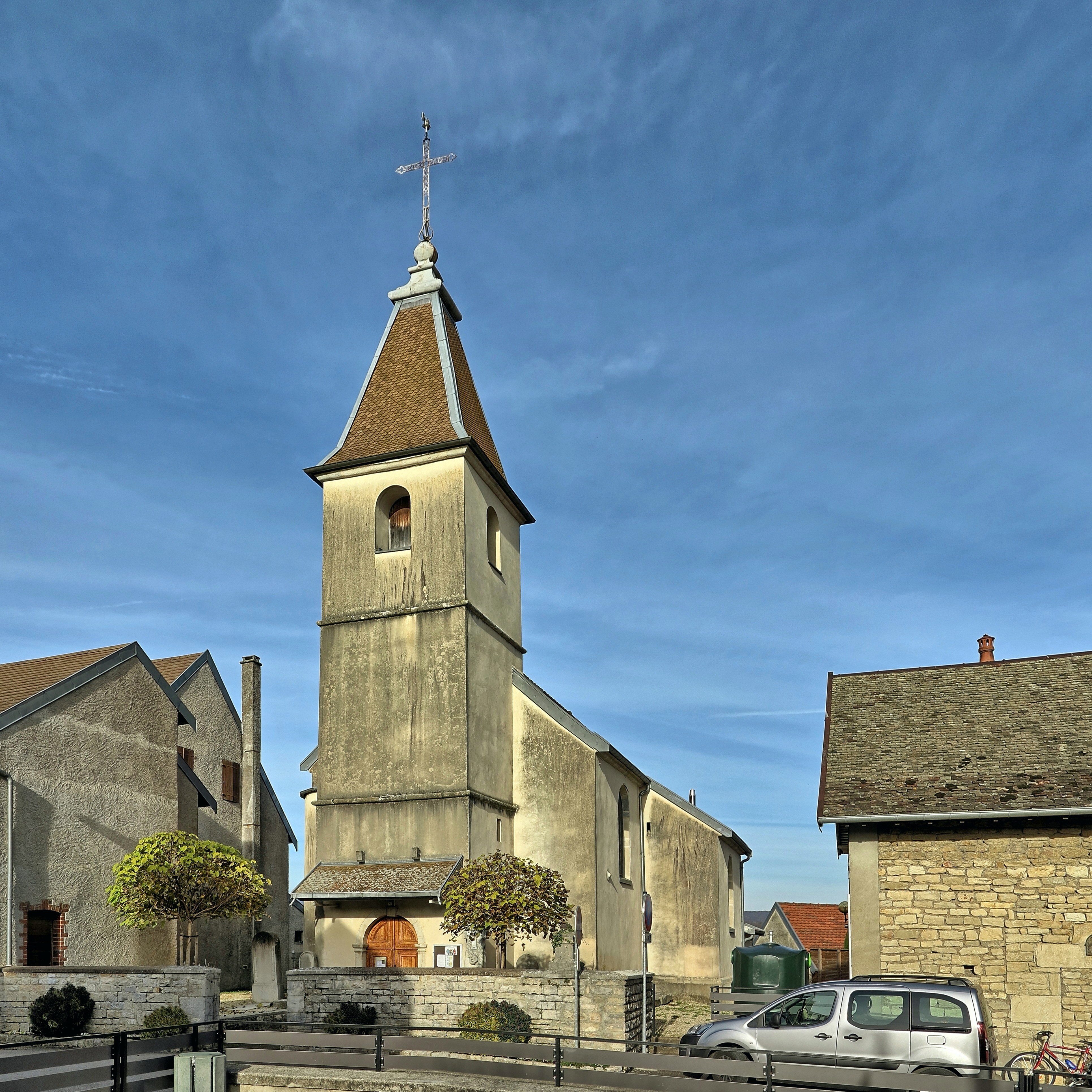
圣贝尼涅教堂

2021年，沙勒泽勒境内暂无任何文化设施。沙勒泽勒市政府提供多媒体中心，每周二至五向公众开放。

### 建筑
沙勒泽勒境内有多处历史建筑，其中建于1870年的犹太人城堡是法国国家文物保护单位，镇中心的圣贝尼涅教堂（Église Saint-Bénigne de Chalezeule）是当地的地标性建筑物。

### 旅游
沙勒泽勒的旅游事务由其所属的大贝桑松城市公共社区负责。2022年，沙勒泽勒境内共有1家酒店共计17间房间；另有1个露营地，可容纳共107辆露营车。

### 媒体
法国主要的媒体均可在沙勒泽勒接收，法国电视三台下属的勃艮第-弗朗什-孔泰大区频道在部分时段播出沙勒泽勒所在杜省的地方新闻。蓝色法兰西贝桑松广播、BIP广播、《东部共和国人报》等是当地主要的地方媒体。

## 友好城市
截至2023年3月，沙勒泽勒暂未建立任何友好城市关系。